# Jacob Biltius

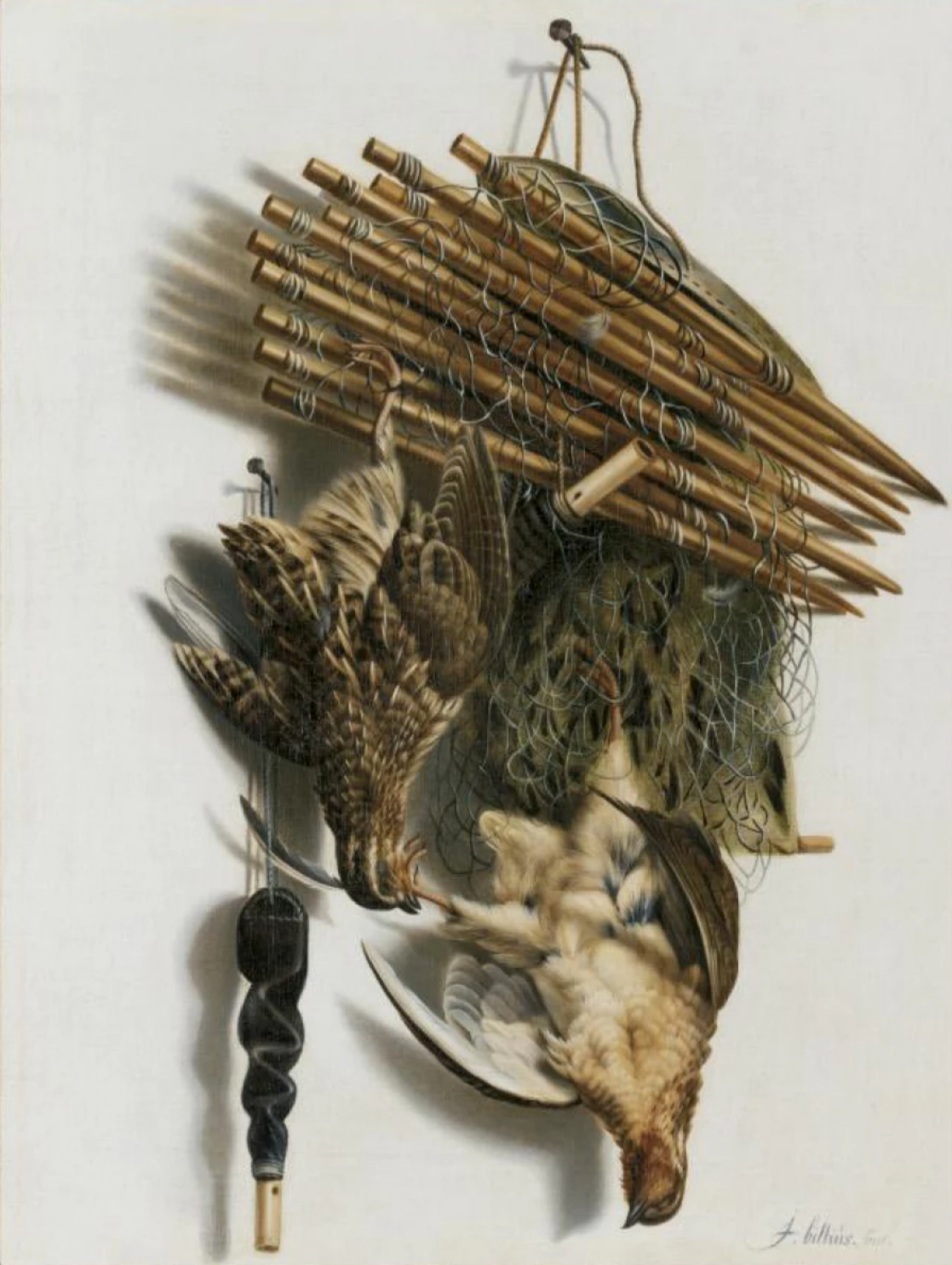
Trompe l'oeil met kwartel, ijsvogel, vogelnet en fluit

Jacob Biltius of Jacobus Biltius  (Den Haag, gedoopt 27 november 1633 - Bergen op Zoom, 8 februari 1681) was een Nederlandse schilder van stillevens die op verschillende plaatsen heeft gewerkt, waaronder Den Haag, Amsterdam, Maastricht, Antwerpen, Leeuwarden en Bergen op Zoom. Hij stond bekend om zijn stillevens van gevogelte, jachtgerei en keukens, maar ook van trompe-l'oeil (gezichtsbedrog). Jacob Biltius was de vader van Cornelis Biltius, die hem als schilder opvolgde en vooral in Duitsland zou werken.

## Leven
Jacob Biltius werd geboren in Den Haag als zoon van Bartholomeus Bilt en een onbekende moeder. Het beroep van zijn vader is niet bekend. Hij werd gedoopt op 27 november 1633. Biltius studeerde rond 1651 in Den Haag bij de Franse schilder Carel Hardy en later bij Pieter de Putter, een schilder die bekend staat om zijn visstillevens. In 1660 werd hij toegelaten tot de Confrerie Pictura, die in 1656 werd opgericht door lokale schilders, die ontevreden waren over het Haagse Sint-Lucasgilde.
Biltius trouwde in 1653 met Adriana Proot van der Jeucht. Het echtpaar kreeg acht kinderen van wie Cornelis en Bartholomeus schilders werden. In 1661 verhuisde Biltius naar Amsterdam, waar hij bleef tot 1666. Tussen 1666 en 1670 was hij actief in Maastricht.

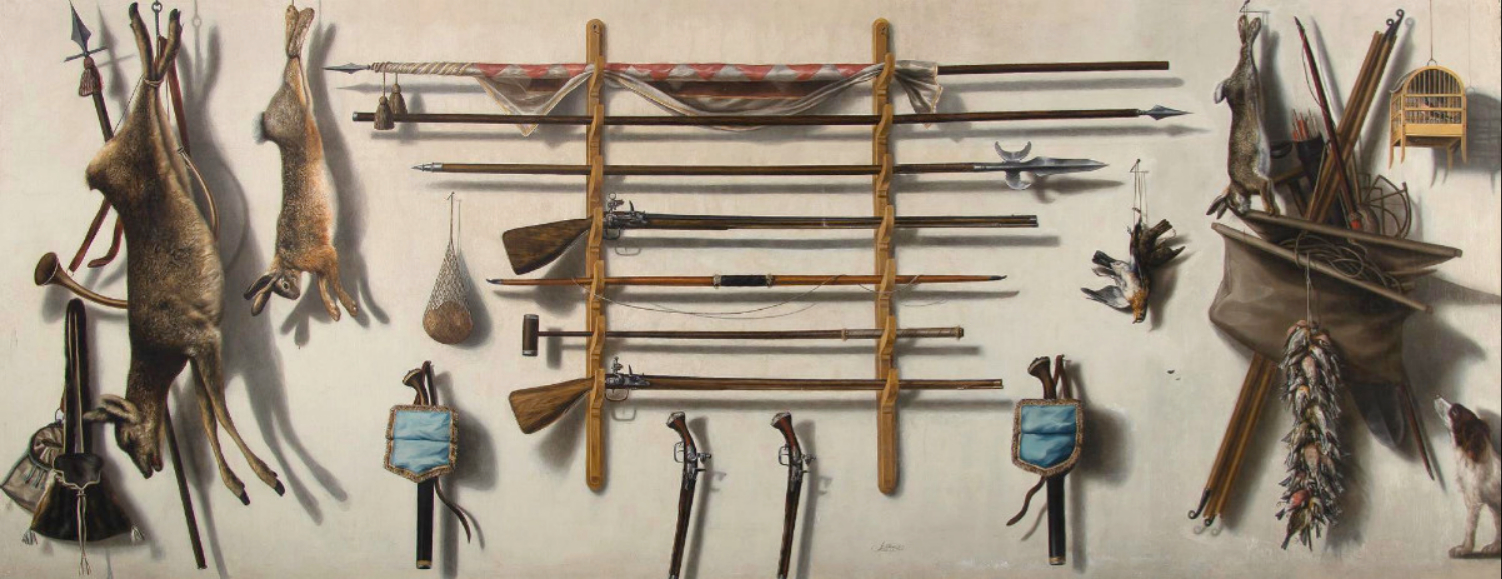
Trompe-l'oeil van een wapenrek met een leidstaf

In 1671 keerde hij enkele maanden terug naar Amsterdam, maar verhuisde daarna naar Vlaanderen en vestigde zich met zijn gezin in Antwerpen. In hetzelfde jaar sloten Biltius en zijn vrouw zich aan bij het geheime genootschap van lokale calvinisten, 'de Consistorie van de Brabantsche Olijfberg'. Het bekendste lid van deze groepering was de Vlaamse schilder Jacob Jordaens in wiens huis de leden bijeenkwamen vanaf 1674 tot aan diens overlijden in 1678.

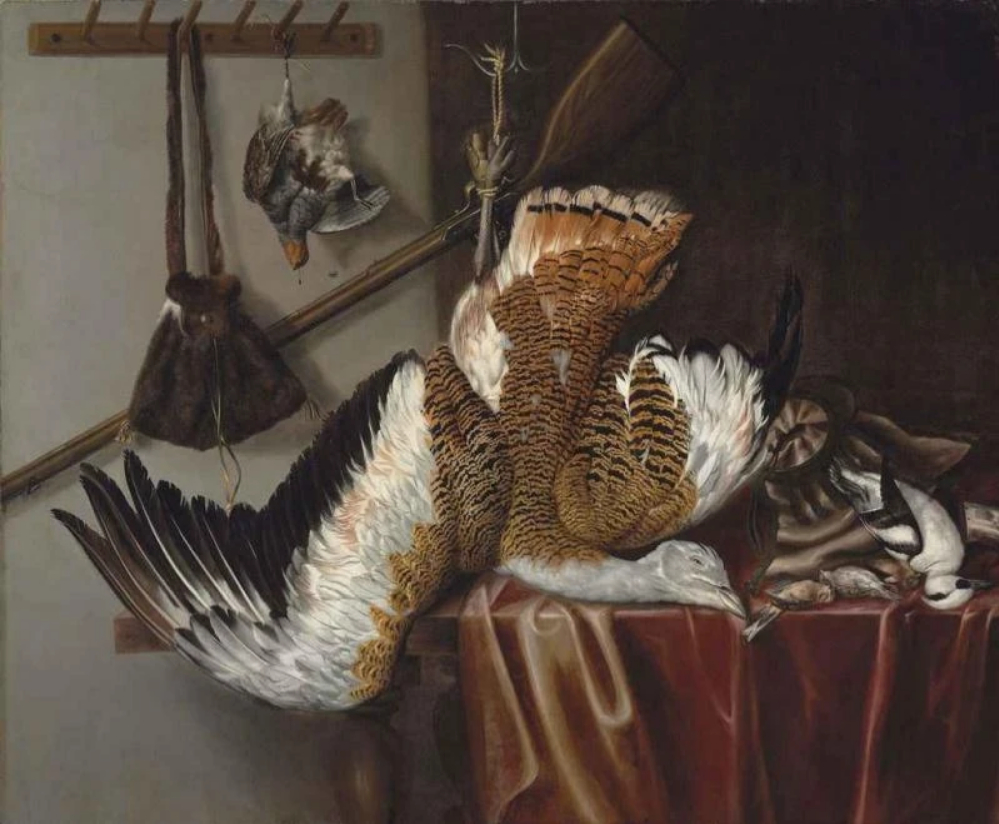
Een grote trap en een patrijs opgehangen aan touwtje

De groep kwam ook een paar keer samen in het huis van Biltius in Antwerpen. Biltius werd toegelaten tot het Antwerpse Sint-Lucasgilde in het gildejaar 1672-1673. Tot 1678 bleef hij actief in Antwerpen. Enige tijd werkte Biltius mogelijk in Leeuwarden, daarna verhuisde hij naar Bergen op Zoom waar hij in 1681 stierf.

## Werk
Jacob Biltius stond bekend om zijn stillevens van wild, keukens en in het bijzonder om zijn trompe-l'oeil stillevens, vaak gerangschikt op lichte achtergronden.
Tegen het midden van de 17e eeuw waren jachtstillevens in de Nederlandse Republiek erg populair geworden. Alleen aan de adel was het toegestaan te jagen, aan burgers niet. Omdat steeds meer Nederlanders welvarend waren geworden, wilden ze dat in hun weelderige landhuizen juist uitdrukken met jachtstillevens, als statussymbool.
Biltius creëerde tussen 1663 en 1677 veel trompe l'oeil composities. Hij was een specialist en pionier in de illusie van driedimensionale objecten. In deze stijl schilderden ook Jan Weenix en Melchior d'Hondecoeter.  Biltius' trompe l'oeil-composities tonen een zeer nauwkeurige weergave van de natuur. Omdat het in de huishoudens van zijn tijd gebruikelijk was om vogels aan de keukenmuur te hangen, zullen de illusies van Biltius de toeschouwer inderdaad in verwarring hebben gebracht, wat ook de bedoeling was. Sommige schilderijen waren in groot formaat, wat bijdroeg aan het illusionistische effect.